# Gedenkstätte Katyn

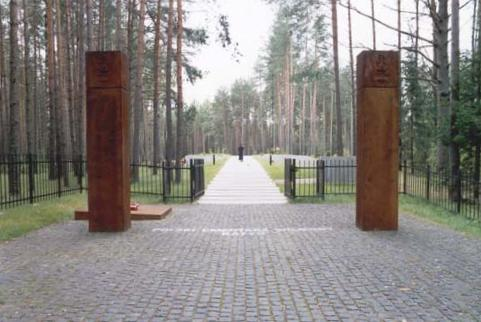
Hauptzugang

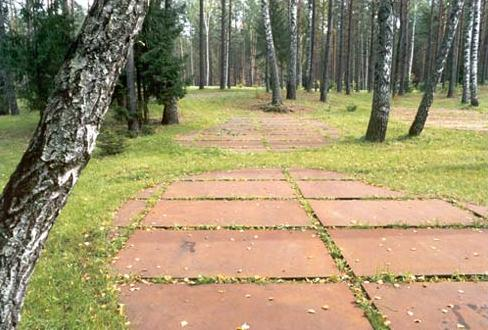
Eiserne Platten markieren die Gruben

Die Gedenkstätte Katyn (russisch Мемориальный комплекс «Катынь») ist eine Gedenkstätte in Katyn, Russland. Dort liegen etwa 4430 polnische Militärangehörige, die beim Massaker von Katyn zwischen 3. April und 11. Mai 1940 von Angehörigen des NKWD ermordet wurden, sowie etwa 4500 Sowjetbürger, die in den 1930er Jahren bei den stalinschen Säuberungen ermordet wurden. Der neu gestaltete Friedhof wurde am 28. Juli 2000 eröffnet.

## Entstehung
Polnische Zwangsarbeiter entdeckten 1942 einige Leichen im Wald von Katyn und markierten die Fundstelle mit einem Birkenkreuz. Soldaten der Wehrmacht erlaubten einer polnischen Delegation nach der Entdeckung und Untersuchung von acht Massengräbern die Bestattung der exhumierten Leichen nach dem 7. Juni 1943. Dabei wurden auch Einzelgräber für einige ermordete polnische Generäle angelegt.

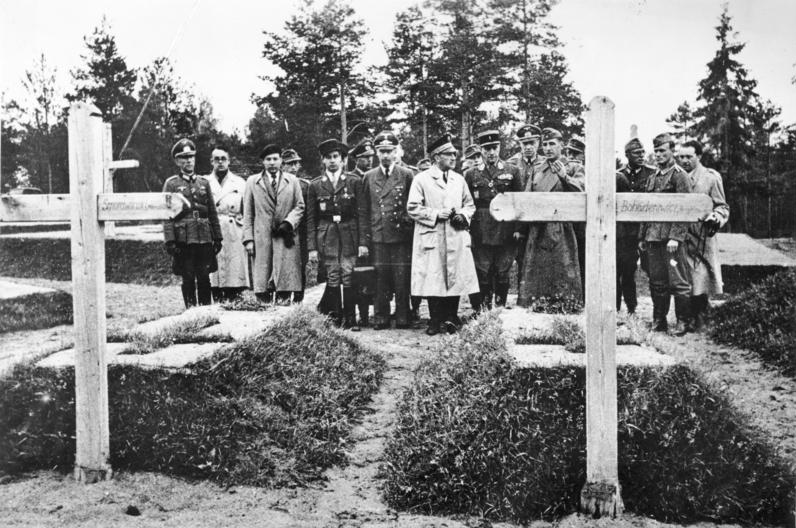
Einzelgräber polnischer Generäle in Katyn, Juni 1943

Die Rote Armee zerstörte unmittelbar nach der Rückeroberung der Gegend um Katyn im Herbst 1943 diesen ersten, provisorischen Friedhof. 1944 ließen sowjetische Behörden dort einen Gedenkstein aufstellen, auf dem es im Anschluss an den Wortlaut eines gefälschten Untersuchungsberichts hieß: Hier seien 1941 ermordete polnische Offiziere beigesetzt, die die „deutsch-faschistischen Okkupanten bestialisch zu Tode gequält“ hätten. Bis 1990 dienten Gedenksymbole in Katyn dieser Geschichtsfälschung der Sowjetunion, die das Massaker von 1940 NS-Deutschland anlastete. Polnischen Opferangehörigen blieb der Besuch Katyns verwehrt und ein öffentliches Gedenken an die Ermordeten in Polen verboten.
Erst die Erfolge der oppositionellen Solidarność in Polen und die Glasnost-Politik Michail Gorbatschows in der Sowjetunion ermöglichten einen Wandel. Am 26. April 1988 schlugen Außenminister Eduard Schewardnadse und andere sowjetische Regierungsmitglieder eine Ausgestaltung der Massengräber in Katyn zum Gedenkort vor. Dabei sollte ein Denkmal auch an angeblich von Deutschen 1943 erschossene sowjetische Exhumierungsarbeiter erinnern. Am 5. Mai 1988 beschloss das Politbüro, polnischen Angehörigen den Zugang zum Wald von Katyn zu erleichtern, ließ aber die Schuldfrage weiter offen. Im selben Jahr wurde ein sowjetisches Monument in Katyn eingeweiht, dessen Inschrift erneut den „deutschen Faschisten“ die Schuld an dem Massenmord zuwies und diesen auf 1941 datierte.
Am 31. März 1989 erlaubte das Politbüro polnischen Opferangehörigen, Erde von Katyn nach Warschau zu bringen. Sie befindet sich dort im Grabmal des unbekannten Soldaten. Ende November 1989 besuchte Tadeusz Mazowiecki zum Totensonntag als erster polnischer Premier Katyn. Am 22. Februar 1994 schlossen Polen und Russland ein Abkommen „Über die Gräber und die Gedenkorte der Opfer des Krieges und der politischen Repressionen“. Danach begannen polnische Archäologen mit erneuten Exhumierungen in Katyn, um die Ausmaße der Gräber und Opferzahlen genauer zu bestimmen, eine polnische Anklage auf Völkermord zu stützen und die Umbettung der Toten vorzubereiten.
Im April 1999 erlaubte Russland dem polnischen „Rat zur Bewahrung des Gedenkens an Kampf und Martyrium“ die Neugestaltung des polnischen Soldatenfriedhofs von Katyn.
Bis Juli 2000 erhielt dieser seine heutige Gestalt. Fünf Religionssymbole berücksichtigten erstmals, dass auch evangelische und orthodoxe Christen, Juden und Muslime unter den Opfern waren, die bis dahin alle unter römisch-katholischen Kreuzen ruhten. Ein Teil des Friedhofs ist sowjetischen Opfern politischer Repression gewidmet. Am 17. Juni 2000 wurden in Charkow, am 2. September in Mednoje ebenfalls Militärfriedhöfe für die polnischen Opfer eröffnet.

## Gedenken seit der Eröffnung

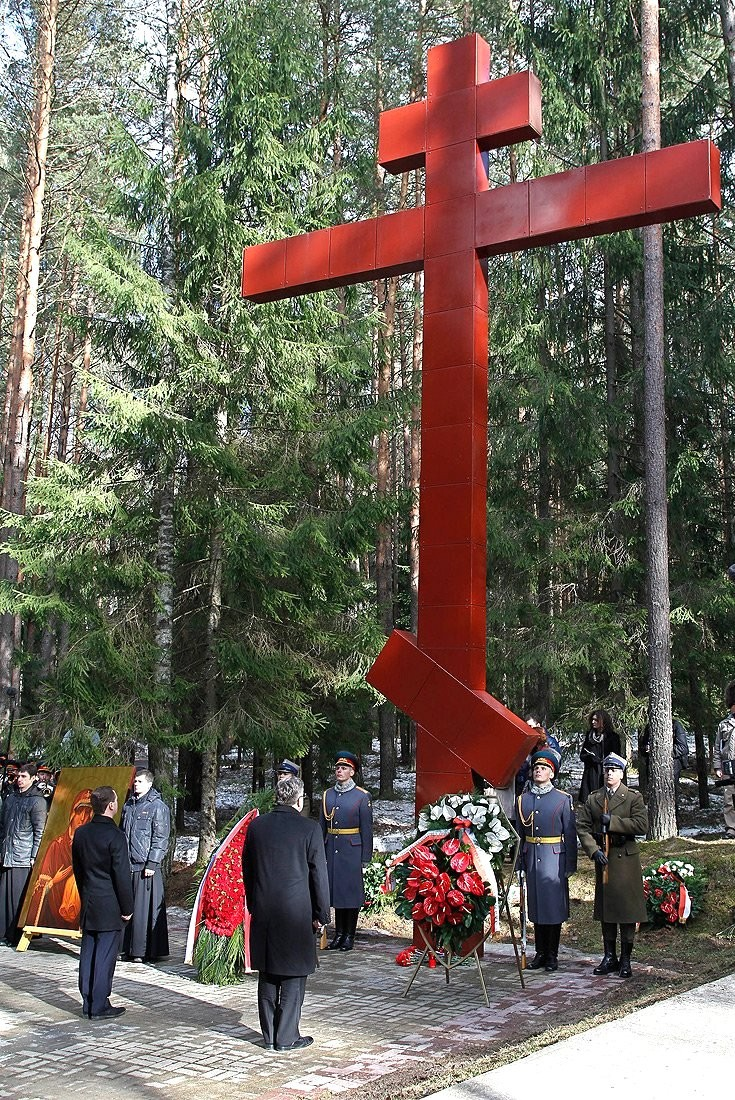
Dmitri Medwedew und Bronislaw Komorowski in Katyn, 11. April 2011

Zur Eröffnung des neugestalteten Friedhofs in Katyn am 28. Juli 2000 sagte Polens Premierminister Jerzy Buzek: „Das Wort 'Katyn' wird, für ganze Generationen in Polen und der ganzen Welt, Völkermord und ein Kriegsverbrechen bedeuten. […] Sie werden hierher kommen zum Sehen, Erinnern, Vergeben.“
Auf Wladimir Putins überraschenden Vorschlag hin lud Polens Ministerpräsident Donald Tusk den Ministerpräsidenten Russlands zum gemeinsamen Begehen des 70. Jahrestags des Massakers ein. Erstmals nahm am 7. April 2010 ein russischer Staatsführer am polnischen Gedenken zu Katyn teil. Tusk ging dort mit ihm auch zu den Gräbern sowjetischer Opfer. Putin mahnte: Jahrzehntelang habe man versucht, die Wahrheit über diese Morde mit einer „zynischen Lüge“ zu verbergen. Sie seien in keiner Weise zu rechtfertigen; die Verurteilung des Stalinismus sei unumkehrbar. Doch dürfe man die Schuld daran nicht dem russischen Volk anlasten. Dass Putin dabei nur allgemein an die ‚Opfer des Stalinschen Terrors‘ erinnerte, nicht aber an spezifische sowjetische Morde an Polen, wurde laut der Historikerin Cordula Kalmbach „in Polen durchaus verbittert registriert, erwarten viele von dem Nachbarn doch eine Wiedergutmachung.“
Polens Staatspräsident Lech Kaczyński hatte die sowjetische Besetzung Ostpolens in Anwesenheit Putins am 1. September 2007 als „Messerstich in den Rücken“ kritisiert und war zu dem gemeinsamen Gedenken 2010 nicht eingeladen. Er reiste am 10. April 2010 zu einer vom polnischen „Rat zur Bewahrung des Gedenkens an Kampf und Martyrium“ organisierten Gedenkveranstaltung nach Katyn und starb beim Flugunfall von Smolensk 2010 mit den übrigen angereisten Teilnehmern. Daraufhin berichteten viele russische Medien über Katyn, das Staatsfernsehen zeigte Andrzej Wajdas Film Das Massaker von Katyn: Dies veränderte den Kenntnisstand vieler Russen, denen das Verbrechen zuvor unbekannt war oder die noch an die deutsche Täterschaft geglaubt hatten.
Dmitri Medwedew und der neue polnische Staatspräsident Bronislaw Komorowski gedachten am 11. April 2011, dem ersten Todestag Kaczynskis, gemeinsam des Massakers von Katyn. Dabei räumte Medwedew erneut die Gesamtverantwortung der Sowjetunion ein. Er schlug eine internationale Gruppe vor, die einen Streit um eine polnische Gedenktafel, die vom Völkermord in Katyn sprach und deshalb von russischen Stellen entfernt worden war, beilegen soll.